# Capitaine Casta : Amélie a disparu

Capitaine Casta : Amélie a disparu est un téléfilm français, réalisé par Joyce Buñuel et diffusé pour la première fois sur la première chaîne de la R.T.B.F. en septembre 2006, puis sur TF1 le 19 novembre 2007. Il constitue l'épisode pilote d'une future série policière intitulée Capitaine Casta.

## Synopsis
« Casta est flic. Rien ne l’y destinait. Une jeunesse mouvementée lui a valu des contacts rugueux avec la police et fait frôler la correctionnelle à plusieurs reprises. Jusqu’à ce que le commissaire de son quartier lui fasse comprendre qu’il était parti pour finir sa vie derrière les barreaux et, connaissant sa profonde aversion pour l’injustice, lui ait conseillé d’entrer dans la police. Casta est un homme du peuple, un paysan de Paris. Il a une famille : Françoise, sa femme, Marie, 22 ans, sa fille et Julien, 18 ans, son fils ; une passion : le bricolage. Il ne peut s’empêcher de réparer le frigo poussif, la chaise boiteuse, le moteur mal réglé. Et il a une manie : rendre service. »
A la une d'un journal, la photo d'un homme assassiné à Montmartre. Casta va voir le groupe de la DPJ qui est chargé de l'affaire. La veille, il a vu la victime dans l'immeuble où il a été abattu, en compagnie d'une jeune fille. Le chef de groupe l'écoute à peine. Casta ne renonce jamais. Marqué par l'image de cette jeune fille dont la fraîcheur innocente jurait avec l'allure douteuse de son compagnon, il va s'employer à la retrouver. Il se sent concerné, il a une fille du même âge. Casta enquête. De chambres de bonne en appartements luxueux, de commerçants en retraités, il découvre qu'Amélie s'appelle en fait Isabelle, doit son surnom à la passion avec laquelle elle rend service à une foule de gens à Montmartre. Et tout le monde s'inquiète, Amélie a disparu Casta s'inquiète à son tour quand il apprend que d'autres sont à la recherche d'Amélie. Les tueurs peut-être, pour supprimer un témoin. Un détail anodin, une déduction, un interrogatoire gentiment mené Il retrouve Amélie. Casta a du mal à rassurer Amélie qui, paniquée, jure qu'elle ne sait rien... Persuadé qu'elle dit la vérité, Casta décide de mettre Amélie à l'abri, en lieu sûr. Chez lui. Il installe Amélie dans la chambre de Marie. Quasiment du même âge, les deux filles ne tardent pas à sympathiser, s'échanger des confidences...

## Fiche technique
- Réalisation : Joyce Buñuel
- 1er Assistant : William Pruss
- 2e Assistant : David Meanti
- Scénario : Claude Zidi et Simon Michaël
- Dialogues : Claude Zidi et Simon Michaël

- Sociétés de production : P.M. Holding
- Producteurs : Alain Pancrazi et Odile McDonald
- Producteur exécutif : Jean-Baptiste Leclère
- Directeur de production : Laurent Cavalier
- Régisseur général : Laurent Lasnon

- Musique : Sophia Morizet
- Directeur de la photographie : Manuel Teran
- Opérateur caméra : Eric Le Roux
- Maquillage : Florence Batteault

- Téléfilm français
- Genre : comédie policière
- Durée : 100 minutes
- Date de première diffusion : 19 septembre 2006

## Distribution
- Jean-Pierre Castaldi : Casta
- Frédéric Aklan : Cheng
- Élisa Servier : Françoise Casta
- Delphine Rivière : Marie Casta
- Agnès Delachair : Isabelle
- Isabelle Tanakil : Odette
- Stéphane Debac : Poirier
- Jean Dell : Leblanc
- Jil Milan : Tueur 1
- Tonio Descanvelle : Tueur 2
- Philippe Beautier : Marcel, le facteur
- José Luis Roig : Alvarez
- Etienne Durot : Julien Casta
- Marion Game : Roberte
- Frankie Pain : Mère Ficelle
- Bertrand Suarez Pazos : Lucas
- Boris Napes : Labib
- Jacky Nercessian : Brickman
- Antonio Interlandi : Cassenti
- Benoît Guillon : Voleur 1
- Samuel Dupuy : Voleur 2
- Warren Zavatta : Smirnoff
- Jean-François Gallotte : Bernard
- Edouard Thiebaud : Danseur beau blond
- Patrick Zard' : Cafetier
- Farouk Bermouga : Albert
- Igor Skreblin : Mec dossier
- Régis Iacono : René
- Hédy Klai : Type 1
- Jay M'Bei : Kolimba
- Manuel Ferreira : Portugais 1
- Enrique Sampaio : Portugais 2
- Maud Jurez : Danseuse Cheryl
- Miguel Eduardo Cueva : Suarez
- Guillaume Adam : Type 2
- Frank Aoust : Flic VP Lepic
- Xavier Bonastre : Brigadier Police Secours
- Else Reuver : Danseuse cancan 1
- Janelle McPherson : Danseuse cancan 2
- Georges Cros : Pianiste